# Maskellia globosa
Maskellia globosa är en insektsart som beskrevs av Fuller 1897. Maskellia globosa ingår i släktet Maskellia och familjen pansarsköldlöss. Inga underarter finns listade i Catalogue of Life.